# Supersypnoides gluta
Supersypnoides gluta is een vlinder uit de familie van de spinneruilen (Erebidae). De wetenschappelijke naam van de soort is voor het eerst geldig gepubliceerd in 1906 door Swinhoe.